# Гіркі квіти (фільм)
«Гіркі квіти» (англ. Bitter Flowers) — копродукційний фільм-драма 2017 року, поставлений режисером Олів'є Мейсом. Світова прем'єра стрічки відбулася 16 жовтня 2017 року на 22-му Міжнародному кінофестивалі в Пусані. Пізніше вона була показана на Міжнародному кінофестивалі в Чикаго та на Міжнародному кінофестивалі в Палм-Спрінгс. У 2019 році фільм було висунуто в 4-х категоріях на здобуття бельгійської національної кінопремії «Магрітт» за 2018 рік та отримала нагороду за найкращий перший фільм .

## Сюжет
Молода амбітна китаянка Ліна позичає гроші, щоб, залишивши чоловіка й десятирічного сина в провінції Донг-Бей, переїхати до Франції, сподіваючись заробити там для отримання кращого місця в суспільстві та аби забезпечити світле майбутнє для свого сина. Приїхавши до Парижа, вона виявляє, що не може працювати нянею в заможній сім'ї іммігрантів, і одразу розуміє, що в реальності мрія отримувати зарплатню в 2000 євро є ілюзією. Ліна повинна вирішити, чи займатися їй проституцією, аби заробити гроші, на які в Китаї чекають її кредитори.

## У ролях
| • Ци Сі           | … | Ліна               |
| • Ген Ле          | … | Ксядонг            |
| • Сем Мірхоссейні | … | клієнт проститутки |
| • Ван Сі          | … | Юмей               |
| • Цзен Мейхуейцзи | … | Дандан             |
| • Цюй Гаовей      | … |                    |

## Знімальна група
- Автори сценарію — Чжоу Амей, Маартен Лойкс, Олів'є Мейс
- Режисер-постановник — Олів'є Мейс
- Продюсери — Валері Бурнонвілль, Ксав'є Грін, Жиль Падовані, Джозеф Росчоп, Аріель Слейтель, Дже Сонг
- Виконавчий продюсер — Карим Чем, Філіпп Логі
- Оператор — Бенуа Дерво
- Композитори — Єнс Буттері, Ерік Брібосія
- Монтаж — Евін Рікерт
- Художник-постановник — Адрієн Суше
- Художник-костюмер — Анна-Катрін Кюнц
- Звук — Марк Тілль

## Нагороди та номінації
| Список нагород та номінацій          | Список нагород та номінацій | Список нагород та номінацій            | Список нагород та номінацій | Список нагород та номінацій | Список нагород та номінацій |
| Кінофестиваль/Кінопремія             | Рік                         | Категорія                              | Номінант(и)                 | Результат                   | Дж                          |
| ------------------------------------ | --------------------------- | -------------------------------------- | --------------------------- | --------------------------- | --------------------------- |
| Пусанський міжнародний кінофестиваль | 2017                        | Приз глядацьких симпатій               | Гіркі квіти                 | Номінація                   |                             |
| Міжнародний кінофестиваль у Чикаго   | 2017                        | Золотий Г'юго — секція «Нові режисери» | Гіркі квіти                 | Номінація                   |                             |
| Премія «Магрітт»                     | 02.02.2019                  | Найкращий фільм                        | Гіркі квіти                 | Номінація                   | [ 3 ] [ 4 ]                 |
| Премія «Магрітт»                     | 02.02.2019                  | Найкращий перший фільм                 | Гіркі квіти                 | Перемога                    | [ 3 ] [ 4 ]                 |
| Премія «Магрітт»                     | 02.02.2019                  | Найкращий режисер                      | Олів'є Мейс                 | Номінація                   | [ 3 ] [ 4 ]                 |
| Премія «Магрітт»                     | 02.02.2019                  | Найкращий сценарій                     | Олів'є Мейс, Маартен Лойкс  | Номінація                   | [ 3 ] [ 4 ]                 |